# LG Quantum
De LG Quantum of Optimus 7Q (ook bekend als de LG C900) is een slider-smartphone die geproduceerd is door LG Electronics. De smartphone maakt gebruik van Microsofts Windows Phone 7 besturingssysteem en werd uitgebracht op 8 november 2010 via het Amerikaanse telecombedrijf AT&T.

## Kenmerken

### Display
De Quantum maakt gebruik van een capacitief tft-touchscreen van 3,5 inch met een resolutie van 480 x 800 pixels.

### Processor en geheugen
De Quantum is uitgerust met een Qualcomm QSD8250 1GHz Scorpion (Snapdragon) processor en heeft 512 MB RAM en 512 MB ROM. De Quantum heeft 16 GB ingebouwd geheugen maar kan niet uitgebreid worden door middel van een SD-kaart (wat wel mogelijk is bij de meeste Android-telefoons).

### Camera
De Quantum heeft een 5 megapixelcamera met autofocus, ledflash en neemt video's op in 720p per seconde op.

### Connectiviteit
De toestellen maken gebruik van wifi en in de Verenigde Staten van AT&T's 3G-netwerk. De telefoon beschikt over ingebouwde Bluetooth 2.1 en een MicroUSB-uitgang om in te pluggen in een MicroUSB-USB-kabeltje dat gebruikt kan worden om met het toestel verbinding te maken met een computer of stopcontact.

### Batterij
De Quantum bevat een 1500mAh-batterij die via het verwijderen van de achterklep is te vervangen. De gemiddelde spreek- en stand-bytijd zijn 7 en 350 uur respectievelijk.